# Konsulat Generalny Niemiec w Krakowie

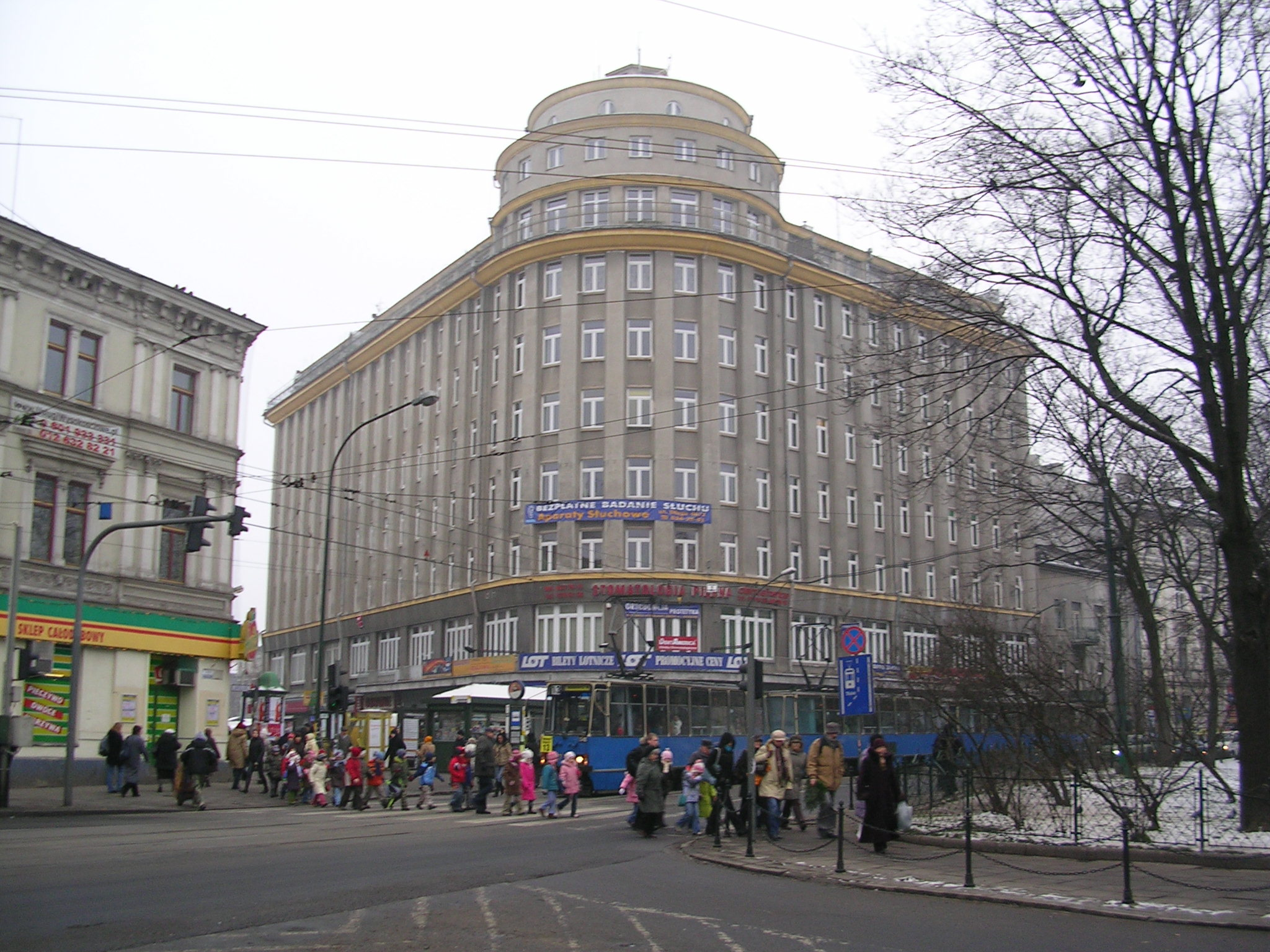
b. siedziba konsulatu Niemiec w Krakowie w budynku Feniksa (1933–1940)

Konsulat Generalny Niemiec w Krakowie (niem. Generalkonsulat Krakau) – misja konsularna Republiki Federalnej Niemiec w Krakowie, w Rzeczypospolitej Polskiej.
Okręg konsularny Konsulatu Generalnego Niemiec w Krakowie obejmuje województwa:
- małopolskie,
- podkarpackie,
- świętokrzyskie[2].

## Organizacja
W skład placówki wchodzą:
- referat prawno-konsularny
- referat kultury i prasy
- referat gospodarczy

## Historia
Niemcy (Prusy) dysponowały przedstawicielstwem dyplomatyczno-konsularnym w Krakowie, w randze rezydentury pełniącej też funkcję konsulatu generalnego, w okresie Rzeczypospolitej Krakowskiej, określanej też Wolnym Miastem Krakowem (1818–1846).
Konsulat Niemiec działał w Krakowie od 1922. Na początku września 1939 zostali oni pod polską eskortą ewakuowani wraz z pracownikami innych niemieckich placówek dyplomatycznych i konsularnych w Polsce do Rumunii (granicę przekroczono 12 września w okolicach Śniatynia). Wśród nich nie było konsula Augusta Schillingera, który wraz z sekretarką konsulatu Ruth Jurek w Miechowie odłączyli się od grupy pracowników konsulatu i oddanym im do dyspozycji samochodem udali się do Warszawy. 8 września 1939 byli oni widziani po raz ostatni w areszcie straży obywatelskiej w podwarszawskiej wówczas Falenicy. Następnie zostali zabrani przez majora Aleksandra Koźmińskiego i słuch o nich zaginął. W 1940 władze niemieckie uznały ich za zmarłych. Konsulat Niemiec w Krakowie oficjalnie uległ likwidacji w kwietniu 1940.
Po połączeniu Niemiec konsulat w Krakowie powołano w 1991.
Urząd koordynuje też pracą Instytutu Goethego w Krakowie (niem. Goethe-Institut Krakau), w pałacu Potockich na Rynku Głównym 20.

## Rezydenci/kierownicy konsulatu[4][5]
- 1818–1830 – Georg Ludwig d’Arrest, minister-rezydent/konsul generalny (1768–1830)
- 1830–1831 – Fryderyk Dollega, chargé d’affaires ad interim, dyrektor Poczty Pruskiej w Krakowie
- 1831–1832 – Friedrich Wilhelm Constantin Knobelsdorff, minister-rezydent/konsul generalny (1792–1832)
- 1833–1843 – Otto Emil Hartmann, minister-rezydent/konsul generalny (1786–1854)
- 1843–1846 – Ludwig Wilhelm von Engelhardt, minister-rezydent/konsul generalny (1813–1853)

- 1922–1925 – baron Theodor von Hahn, konsul/kier. konsulatu
- 1925–1926 – dr Fritz Schönberg, kier. konsulatu
- 1926–1931 – dr Gustav Rödiger, konsul
- 1931–1939 – August Schillinger, kons./kons. gen.

- od 2016 – dr Michael Groß, kons. gen.

## Siedziba
W okresie międzywojennym konsulat Niemiec mieścił się w ówczesnym hotelu Centralnym z 1911 (proj. Aleksander Biborski) przy ul. Warszawskiej 7 (1923–1933), następnie w budynku Towarzystwa Ubezpieczeniowego Feniks z 1933 (proj. Leopold Bauer, Jerzy Struszkiewicz, Maksymilian Burstin) przy ul. Basztowej 15/Rynku Kleparskim 2–4 (1933–1940), od 1939 w randze konsulatu generalnego.
Pod koniec 1989 władze Krakowa przekazały RFN z przeznaczeniem na urząd konsularny Kamienicę Morstinowską z XIV/XIX w. przy ul. Stolarskiej 7, w której konsulat mieści się obecnie (1991–).